# Maximiliano Callorda
Maximiliano Callorda Lafont (Trinidad, 4 aprile 1990) è un calciatore uruguaiano, attaccante svincolato.

## Caratteristiche tecniche
È un centravanti.

## Carriera
È cresciuto calcisticamente nelle giovanili del Nacional.
Ha giocato in massima serie uruguaiana, guatemalteca, ecuadoriana, peruviana e honduregna. Durante la militanza con il Real España è stato bersaglio di critiche in quanto straniero e accusato di essere in sovrappeso.